# Oscar Jacobson (konstnär)
Anders Oscar Brousse Jacobson, född 16 maj 1882 i Västrum, Kalmar län, död 15 september 1966 i Norman, Oklahoma, var en svensk-amerikansk målare, tecknare, museichef, författare och professor vid Oklahoma universitets konstskola.
Han var son till hemmansägaren Nils Peter Jakobsson och Anna Lena Olofsdotter samt från 1912 gift med Jeanne d'Ucel. Jacobson utvandrade tillsammans med sin familj till Amerika 1890 och inledde sina konststudier för Birger Sandzén vid Bethany College i Lindsborg, därefter studerade han en kortare tid i Paris innan han fortsatte sina studier vid Yaleuniversitetets konstskola. Efter några års arbete som lärare i teckning och målning vid konstskolor i Minneapolis och Pullman erbjöds han 1915 en tjänst vid Oklahoma universitets konstskola. Kort tid efter att han tillträtt sin tjänst utnämndes han till professor och föreståndare för universitets konstutbildning. När han inledde sin tjänst var konstutbildning vid skolan blygsam och hade lågt anseende bland eleverna men när han lämnade sin tjänst 1945 räknades den till en av Amerikas mera betydande konstskolor. Vid sidan av sin tjänst vid universitetet var han en flitigt anlitad föreläsare i konst vid andra universitet och konstmuseer där han främjade den indianska folkkonsten. Han var även chef för Oklahoma universitets museum där han utökade samlingen med europeisk, orientalisk och modern indiansk konst. Separat ställde han ut ett 20-tal gånger bland annat på Dallas museum of Fine Arts, Museum of Fine Arts of Houston, University of Kansas samt i New York och Paris. Han medverkade i ett stort antal samlingsutställningar bland annat deltog han i världsutställningen i New York 1939, Golden Gate-utställningen i San Francisco och en internationell vandringsutställning i Sydamerika 1940-1941. Han var representerad i den svensk-amerikanska vandringsutställningen som visades i Sverige 1920. Som författare skrev han boken Kiowa Indian Arts och tillsammans med sin fru skrev han Les Peintres Indiens d'Amerique 1950 och Costumes Indiens de l'Amerique du Nord. Han var en av stiftarna till Association of Oklahoma Artist samt medlem i American Federation of Arts, American Federation of Museums och American Association of University Professors. Han utnämndes till hedersdoktor vid Bethany College 1941 och blev hedersledamot av Oklahoma State Historical Society 1949. Som utövande konstnär består hans konst huvudsakligen av landskapsskildringar utförda i flera olika tekniker. Jacobson är representerad vid bland annat Jacobson Hall vid Oklahoma University, Broadmoor Art Academy i Colorado Springs, State Capitol i Oklahoma City, Fred Jones Jr. Museum of Art, Oklahoma City Museum of Art och Woolaroc Museum.